# Кудіна Гора
Кудіна Гора (рос. Кудина Гора) — присілок в Печорському районі Псковської області Російської Федерації.
Населення становить 20 осіб. Входить до складу муніципального утворення Крупська волость.

## Історія
Від 2015 року входить до складу муніципального утворення Крупська волость.

## Населення
| 2001 | 2002 | 2010 |
| ---- | ---- | ---- |
| 27   | ↘25  | ↘20  |